# Шабаш Брікет-Вуд

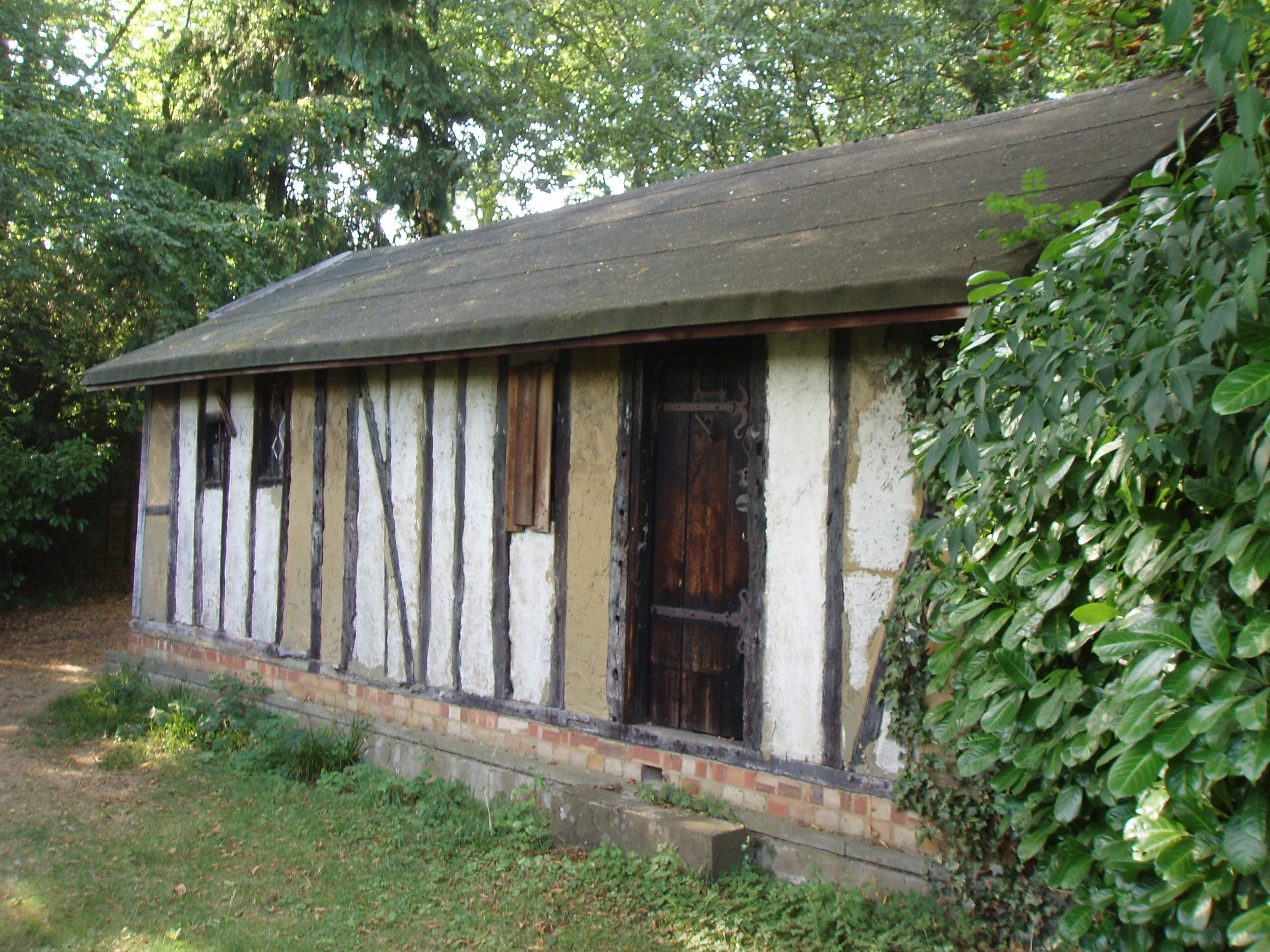
Відьомська хатина 2006.

Шабаш Брікет-Вуд, або Гертфордширський ковен — шабаш ґарднеріанських відьом, заснований у 1940-х роках Джеральдом Ґарднером. Він примітний тим, що був першим ковеном у Ґарднеріанській лінії, хоча ймовірно походить від доґарднеріанського шабашу Нью-Форест. Ковен утворився після того, як Ґарднер купив Fiveacres Country Club, натуристський клуб у селі Брікет-Вуд, Гартфордшир, південна Англія. Він відіграв значну роль в історії неоязичницької релігії Вікка.
Багато важливих і впливових осіб у Віцці колись були членами ковену, зокрема Дафо, Дорін Валіенте, Джек Брейслін, Фред Ламонд, Дайоніс і Лоїс Борн. Ковен все ще активний сьогодні, хоча він зберігає таємницю, а його історія була відома лише до 1970-х років.

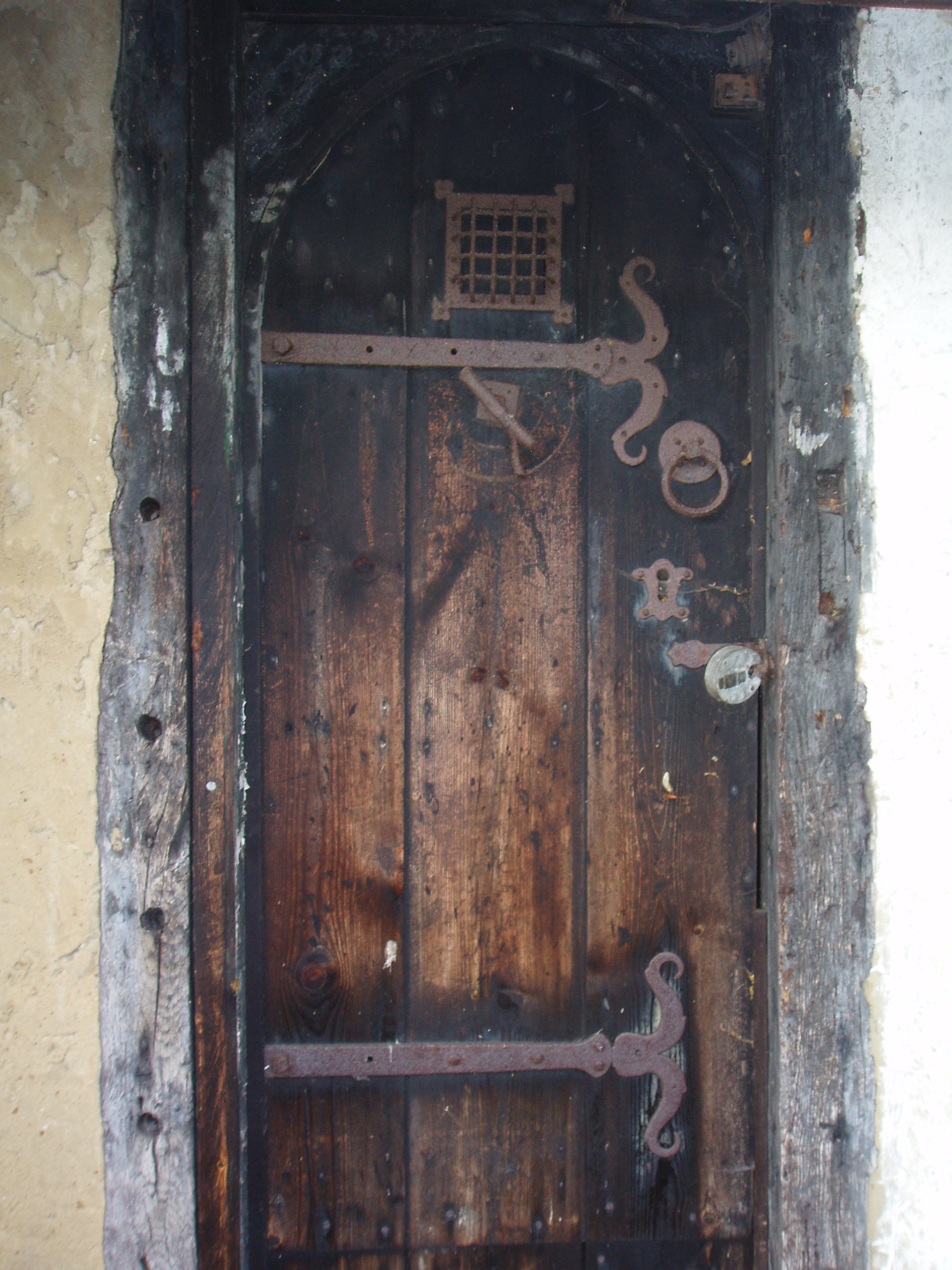
Двері зблизька

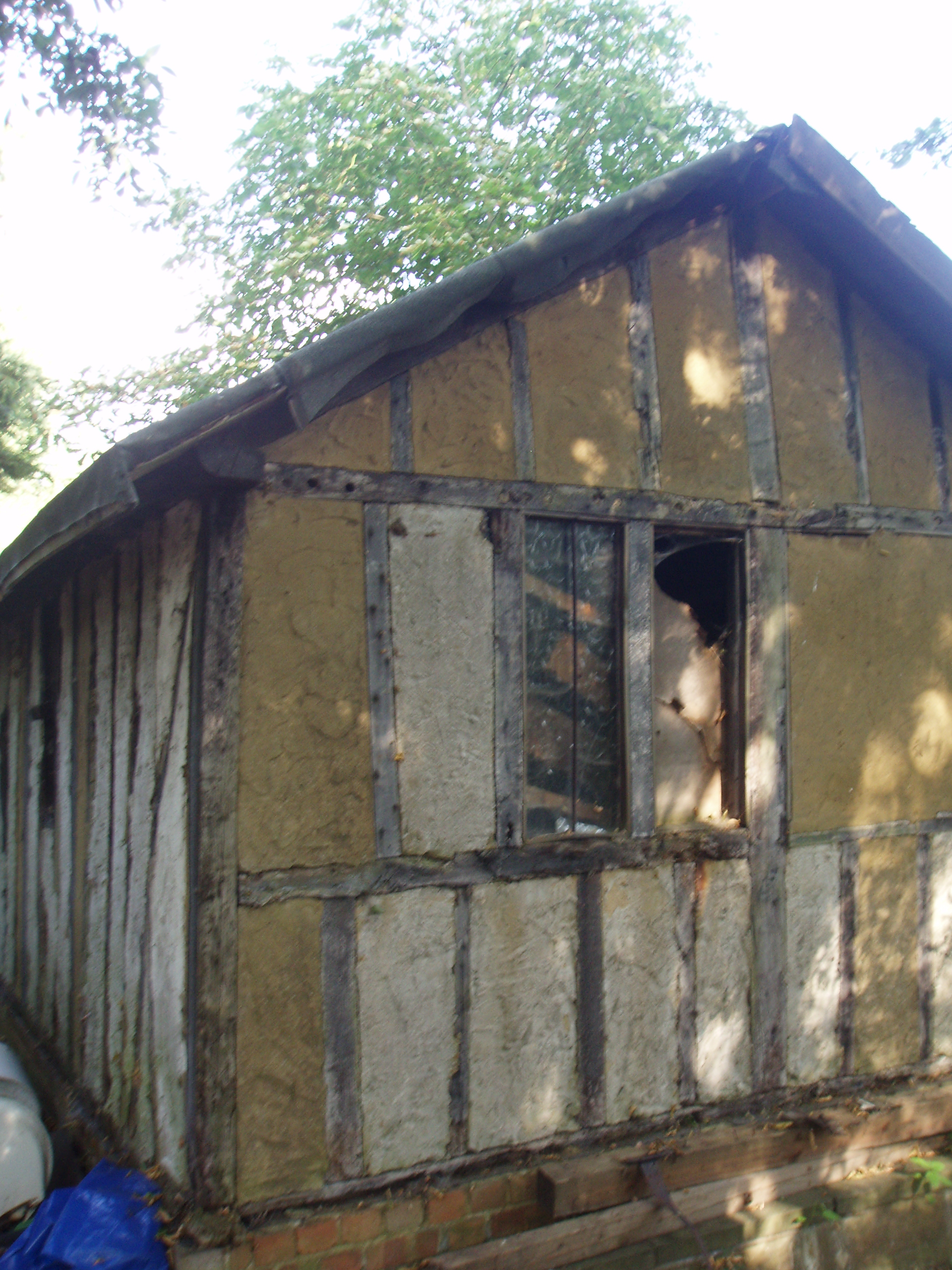
Вид торцю

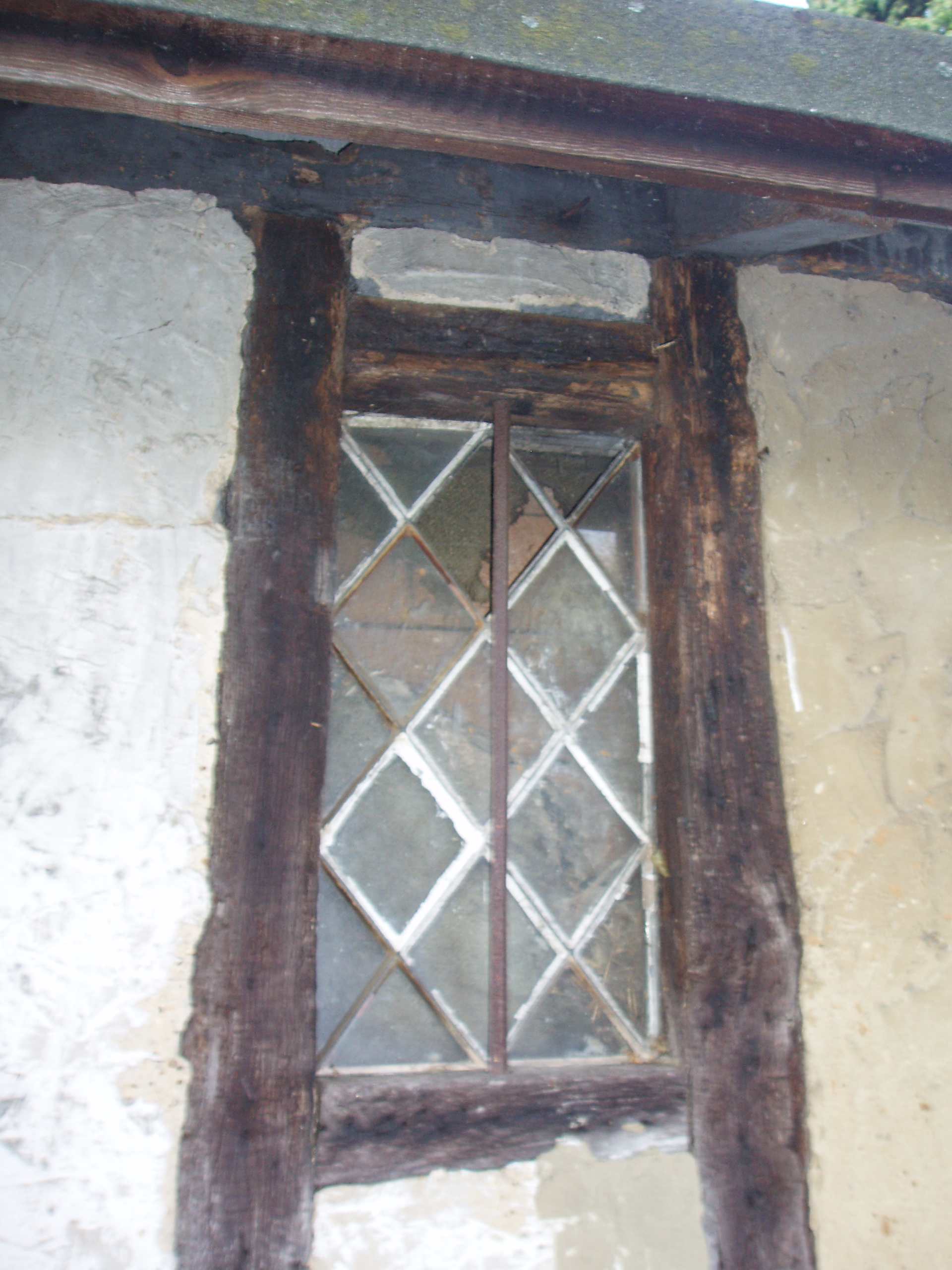

Існували оманливі та шахрайські заяви в Інтернеті від людей, які стверджували, що керують (і, таким чином, приймають нових членів) у шабаш Брікет-Вуд. Занепокоєння серед вікканської громади посвячених зростало. У 2021 році Верховний Жрець і Верховна Жриця ковену Брікет-Вуд створили веб-сайт, щоб запроваджувати більш точну інформацію та надати спосіб прямого зв'язку з ковеном. Веб-сайт містить огляд історії ковену до сьогоднішнього дня.

## Історія

### 1940-ті роки
Ґарднер заснував шабаш приблизно в 1946 році після того, як разом зі своєю дружиною Донною переїхав до Лондона з Хайкліффа на узбережжі поблизу Нью-Форест. Ґарднер стверджував, що був посвячений у шабаш Нью-Форест, де він дізнався таємниці та практики релігії відьмарства. Ґарднер, побоюючись, що «Стара релігія», як він її називав, вимре, вирішив сформувати новий шабаш поблизу свого нового дому, де він міг би залучати більше людей до ремесла та підтримувати його існування.
Ґарднер виконував роль верховного жерця ковену, а Дафо — верховної жриці. Вона також була членом ковену Нью-Форест. Дафо залишалася членом шабашу, поки не покинула його наприкінці 1952 року, роздратована Ґарднером за вічні пошуки публічності.
Ґарднер залучив до шабашу кількох членів, усі з яких або були членами клубу натуристів клубу Fiveacre, або вже були відьмами, хоча Донна, дружина Ґарднера, ніколи не брала участі, оскільки не цікавилася чаклунством. Вони проводили свої зустрічі на території місцевого лісистого нудистського клубу Fiveacres, де Ґарднер придбав невелику ділянку в 1945 році. Він сам не був зацікавлений в управлінні клубом, і тому призначив адміністратора, щоб взяти на себе цю роботу.
Ґарднер добудував те, що він назвав «Відьомською хатиною», на ділянці землі, якою він володів на території клубу. Маленький котедж був прикрашений магічними символами зсередини. Він придбав цю будівлю у свого друга, масона Джона С. М. Ворда, який був одним із першовідкривачів реставрації історичних будівель. Саме в цьому котеджі 16-го століття, який Ворд знайшов поблизу Ледбері, Герефордшир, шабаш збирався для здійснення своїх ритуалів.є

### 1950-ті роки

#### Дорін Валіенте, 1953—1957
Дорін Валіенте, яку Ґарднер присвятив ремеслу в середині літа 1953 року в домі Дафо в Нью-Форест, приєдналася до шабашу і піднялася до Верховної Жриці.
У 1956 році Джек Брейслін був посвячений у шабаш. Він став фаворитом Ґарднера, який доручив йому керувати клубом Fiveacres після звільнення попереднього адміністратора, який «навмисно керував клубом у збиток, встановлюючи нереалістично високі вимоги до членства, сподіваючись таким чином переконати Джеральда врешті-решт продати його клуб за низькою ціною». Звільнений адміністратор почувався зневаженим і переконав президента Центральної ради британського натуризму Ернеста Стенлі, що клуб є прикриттям для відьмарства, і що їм не можна дозволяти членство в CCOBN. Сподіваючись допомогти клубу Джека і Ґарднера, ковен виконав ритуал, і ситуація була вирішена.
У середині 1950-х років Ґарднер почав заохочувати більше розголосу, що дратувало багатьох членів шабашу. У 1957 році Валіенте та кілька інших членів шабашу протистояли Ґарднеру з цього приводу, стверджуючи, що вони повинні мати набір правил для регулювання подібних речей. У відповідь Ґарднер запровадив Закони Віккан (не плутати з Вікканською мораллю), які образили Валіенте, і в 1957 році вона та багато старших членів групи залишили її, щоб створити власний ковен.

Ковен, який відокремився, запитав, чи можуть вони продовжувати використовувати Відьомську хатину для своїх ритуалів, але в листі Ґарднер відповів, що:
Існує давня традиція, яка сягає Палаючих часів, згідно з якою з міркувань безпеки жоден відьомський шабаш не може зустрічатися на відстані менше ніж 25 миль від місця зустрічі іншого відьомського шабашу.
Ґарднер залишився з набагато молодшим шабашем, що складається з Дайоніс, її тодішнього партнера Джека Брейселіна, Фреда Ламонда, лікарняного анестезіолога, і нового посвяченого.

#### Дайоніс, 1958—1959
З відсутністю Валіенте, Дайоніс стала верховною жрицею ковену в січні 1958 року. Ґарднер попросив її негайно посвятити кожного, хто попросить, у ремесло, що контрастувало з його колишнім переконанням, що потенційні кандидати повинні чекати рік і день до посвячення. Одним із таких нових пришвидшених посвячених був Фред Ламонд, який отримав посвячення лише через чотири місяці після першої зустрічі з ковеном. Ґарднер також наполягав на ініціації Елеонори Боун. Протягом місяця Ґарднер здійснив її 2-е та 3-е посвячення та призначив її верховною жрицею нового ковену, незалежного від ковену Брікет-Вуд.
Навесні 1958 року, коли Ґарднер був далеко від ковену та жив у своєму музеї на острові Мен, інші члени вирішили, що вони не хочуть продовжувати використовувати лише «зв'язування» (закляття-оберег, який повинен зупинити когось від заподіяння шкоди) та «бичування» (використовується для піднесення, переважно символічно) для підвищення енергетики, і тому вони спробували зробити це за допомогою методу танцю в колі, який більшість визнало ефективнішим, ніж методи, яким надавав перевагу Ґарднер. У той же час група вирішила, що хоче святкувати сонцестояння та рівнодення, а також дні перехресної чверті (тодішній шабаш називав їх Геловіном, Кандлмассом, Бельтейном і Ламмасом). Ґарднер дав свій письмовий дозвіл, і це було прийнято іншими практикуючими, такими як Дорін Валіенте. Це стало початком віри у Вікканське колесо року.
Дайоніс переїхав до Канади в жовтні 1959 року, а Лоїс Борн стала верховною жрицею ковену.

### 1960-ті роки
Після смерті Ґарднера в 1964 році Джек Брейслін, який залишався вірним Ґарднеру протягом усього часу, очолив групу як первосвященик. Тоді ж він успадкував від Ґарднера клуб Fiveacres. Однак незабаром він покинув шабаш і ремесло; За словами Фреда Ламонда, це сталося тому, що «він запитав себе, чи спрощені церемоніальні магічні ритуали Книги Тіней виражають його власні релігійні почуття, і дійшов висновку, що ні».
Ковен продовжував збиратися в Відьомській хатині, який Браселін дозволив їм використовувати, поки вони платили за нього орендну плату. Багато членів ковену були незадоволені цим, оскільки вони не були членами нудистського клубу, хоча все одно це робили.

### 1970-ті роки
У 1972 році група перестала використовувати Відьомську хатину цілий рік. Лоїс Борн продовжувала виконувати функції Верховної Жриці, група адаптувала свою практику від Вікки до Традиційного Відьмарства. Ця група продовжувала таємно практикувати до смерті Лоїс. Хоча Лоїс Борн була верховною жрицею, кажуть, що шабаш замість цього почав зустрічатися в бунгало на Оквуд-Роуд, Брікет-Вуд і на Брікет-Вуд-комун, де він збирається до сьогодні У 1975 році Брейслін намагалася змусити групу платити за електроенергію нудистського клубу, а також сплачувати оренду; члени ковену не бажали цього робити, і тому вони продали свою ділянку іншому члену клубу..